# Alfred Dost (Wirtschaftswissenschaftler)
Alfred Dost (* 18. Juli 1922 in Auma; † 4. März 1985 in Berlin) war ein deutscher Wirtschaftswissenschaftler und Hochschullehrer.

## Leben

### Familie
Alfred Dost wuchs als Sohn von Albert und Anna Dost auf; er hatte noch einen Bruder und zwei Schwestern. Sein Vater arbeitete in der metallverarbeitenden Industrie in Chemnitz, während seine Mutter in der Porzellanindustrie beschäftigt war. Sie prägten seine Kindheit, die durch soziale und wirtschaftliche Herausforderungen gekennzeichnet war.  Diese einfachen Wurzeln prägten Alfred Dost und beeinflussten sein späteres Engagement in der kommunalen und politischen Verwaltung.
Nach seiner Entlassung aus der Kriegsgefangenschaft heiratete Alfred Dost die Lehrerin Elfriede (geb. Hübner); gemeinsam hatten sie mehrere Kinder.

### Jugend und Militärdienst
Ab 1933 war Alfred Dost Mitglied des Deutschen Jungvolks, das von seinem Klassenlehrer initiiert wurde. Nach seiner Schulzeit wurde er in die Hitlerjugend (HJ) übernommen und zeigte ein besonderes Interesse am Flugsport, indem er der Flieger-HJ beitrat. Während seiner Zeit in der HJ nahm er an einem Fluglehrgang teil und legte die A- und B-Prüfungen ab, ohne jedoch offizielle Funktionen zu übernehmen.
Im Februar 1941 wurde er zum Arbeitsdienst eingezogen und im Mai desselben Jahres zur Wehrmacht einberufen. Zunächst gehörte er dem Flieger-Ausbildungs-Regiment 42 in Crailsheim an, bevor er zur Fallschirmtruppe versetzt wurde. Von August 1941 bis Februar 1944 diente er im Fallschirm-Pionier-Bataillon 1 und anschließend bis zu seiner Gefangennahme am 8. Juni 1944 im Fallschirmjäger-Regiment 6 der 91. Infanterie-Division. Während dieser Zeit nahm er an verschiedenen Einsätzen in der Sowjetunion, Italien und Frankreich teil. Seinen höchsten Dienstgrad erreichte er als Unteroffizier.
Am 8. Juni 1944 geriet er in Nordfrankreich in amerikanische Kriegsgefangenschaft. Zunächst als Verwundeter verbrachte er die Zeit in verschiedenen Lazaretten in England und den USA, bevor er 1946 in britische Lager verlegt wurde. Diese Zeit in den USA und Großbritannien eröffnete ihm neue Bildungshorizonte, als er mit marxistischer Literatur in Kontakt kam. Er erwarb wertvolle Kenntnisse und Fähigkeiten, einschließlich der englischen Sprache. Im März 1948 wurde er schließlich aus der Kriegsgefangenschaft entlassen und kehrte in die Sowjetische Besatzungszone (SBZ) zurück.

### Ausbildung und Beruflicher Werdegang
Von 1929 bis 1937 besuchte Alfred Dost die Volksschule in Auma und gehörte zu den besten Schülern seiner Klasse. Aufgrund der finanziellen Lage war es jedoch nicht möglich, eine Oberschule zu besuchen.
Nach dem Abschluss der Volksschule absolvierte er bis 1940 eine Lehre als Verwaltungsangestellter in der Verwaltung in Auma. Der Ausbruch des Zweiten Weltkriegs führte zu einer Unterbrechung seiner beruflichen Laufbahn. 
Nach seiner Rückkehr aus der Kriegsgefangenschaft wohnte Alfred Dost wieder bei seinen Eltern in Auma und trat im Juni 1948 in die Stadtverwaltung ein. Zunächst arbeitete er im Wirtschaftsamt und übernahm später die Leitung des Wohnungsamtes. Um sich für seine politischen Funktionen weiterzubilden, besuchte er 1949 die Kreisparteischule und 1950 die Landesverwaltungsschule, um seine Kenntnisse in der öffentlichen Verwaltung zu vertiefen. Von 1951 bis 1953 war er Verwaltungsdirektor und Sekretär des Oberbürgermeisters im Rat der Stadt Gera, bevor er 1953 ein Studium an der Hochschule für Finanzwirtschaft in Potsdam-Babelsberg begann. Dieses schloss er 1956 mit dem Thema Die Abstimmung zwischen Volkswirtschaftsplan und Haushaltsplan, dargestellt am Beispiel eines Bezirks der DDR mit dem Diplom als Wirtschaftsfachwirt ab.
Anschließend arbeitete Alfred Dost als wissenschaftlicher Oberassistent am neu gegründeten Institut für Preise an der Hochschule für Ökonomie in Berlin-Karlshorst, wo er sich auf die Preisbildung im Binnenhandel konzentrierte. In den Jahren von 1959 bis 1967 war er stellvertretender Leiter im Büro der Regierungskommission für Preise in Berlin. Ab 1967 übernahm er die Position des stellvertretenden Leiters des Amtes für Preise beim Ministerrat der DDR und wurde Staatssekretär in Berlin. 
Seine akademische Karriere erreichte 1970 einen Höhepunkt, als er zum Honorarprofessor für Sozialistische Wirtschaftsführung an der Universität Rostock ernannt wurde. In den Mittelpunkt seiner Lehr- und Forschungstätigkeit stellte er die Probleme und Führungsaufgaben im Bereich der Preispolitik.
Zusätzlich zu seiner Lehrtätigkeit hielt Alfred Dost aufgrund eines Sekretariatsbeschlusses des Zentralkomitee (ZK) der SED Vorlesungen an der Bergakademie Freiberg, der Technischen Universität Dresden und am Institut für sozialistische Wirtschaftsführung der Universität Rostock.

### Akademische Abschlüsse und Promotion
1962 promovierte er zum Dr. rer. oec. an der Hochschule für Ökonomie Berlin-Karlshorst. Seine Dissertation trug den Titel Die Prinzipien und die Methodik der Planung der Senkung der Einzelhandelsverkaufspreise und der volkswirtschaftlichen Bilanzierung von Warenfonds und Kauffonds mittels preispolitischer Maßnahmen. 1970 erhielt er die facultas docendi für das Fachgebiet Sozialistische Wirtschaftsführung an der Universität Rostock.

## Ehrungen und Auszeichnungen
Im Laufe seines Lebens erhielt Alfred Dost mehrere Auszeichnungen, unter anderem 1979 den Orden Banner der Arbeit Stufe I. 1952 wurde ihm eine Medaille für ausgezeichnete Leistungen verliehen, gefolgt von der Verdienstmedaille der DDR im Jahr 1961. 1964 erhielt er den Vaterländischen Verdienstorden in Bronze und 1972 in Silber sowie eine Erinnerungsplakette zum 15. Jahrestag der DDR. Später wurde ihm auch der Ehrentitel Verdienter Mitarbeiter des Finanzwesens der DDR verliehen. 

## Parteimitgliedschaften
Alfred Dost trat am 1. Oktober 1948 der Sozialistischen Einheitspartei Deutschlands (SED) bei. Seine Karriere in der SED umfasste mehrere Positionen, unter anderem war er von Oktober 1956 bis März 1959 in der Leitung der Grundorganisation der volkswirtschaftlichen Fakultät der Hochschule für Ökonomie in Berlin-Karlshorst tätig. Später war Mitglied der Arbeitsgebietsleitung, Organisationsleiter und Schulungsleiter der Ortsparteileitung sowie Mitglied im Ortsausschuss der Nationalen Front.

## Schriften (Auswahl)
- Die Abstimmung zwischen Volkswirtschaftsplan und Haushaltsplan, dargestellt am Beispiel eines Bezirks der DDR. 1956.
- Grundfragen der Preispolitik in der DDR. Berlin, 1958.
- Die Prinzipien und die Methodik der Planung der Senkung der Einzelhandelsverkaufspreise und der volkswirtschaftlichen Bilanzierung von Warenfonds und Kauffonds mittels preispolitischer Maßnahmen. 1962.
- Stabile Preise stärken Vertrauen. In: Neue Zeit vom 24. Februar 1972. S. 5 (Digitalisat).
- Stabile Preise - bedarfsgerechte Versorgung. In: Neue Zeit vom 29. Februar 1972. S. 5 (Digitalisat).
- Preisverstöße - keine "Kavaliersdelikte". In: Neue Zeit vom 2. März 1972. S. 5 (Digitalisat).
- Preise - kein Gummiband. In: Neue Zeit vom 4. März 1972. S. 7 (Digitalisat).